# Gabrielle Ringertz
Gabrielle Monique Ringertz, född Johns 27 juni 1863 i Stockholm, död 15 januari 1945, var en svensk författare och översättare.
Utöver titlarna i nedanstående bibliografi deltog Ringertz i Hasselblads Fotografiska AB stora manuskriptpristävling 1917 med manuskriptet till filmen Storstadsfaror. Hon delade andrapriset med hovrättsnotarien Helge Berglund.
Hon var dotter till konsuln Theodor Johns och Marianne Sugnet samt gifte sig 1890 med översten Nils Ringertz (1859–1926). De är begravna på Norra begravningsplatsen utanför Stockholm.